# Province Cardenal Caro
La province chilienne Cardenal Caro est la seule province de la région du Libertador General Bernardo O'Higgins qui ait un débouché sur la mer. Sa capitale Pichilemu est une ville touristique et balnéaire pendant les mois d'été. Cette province a été créée à partir de la province de Colchagua.

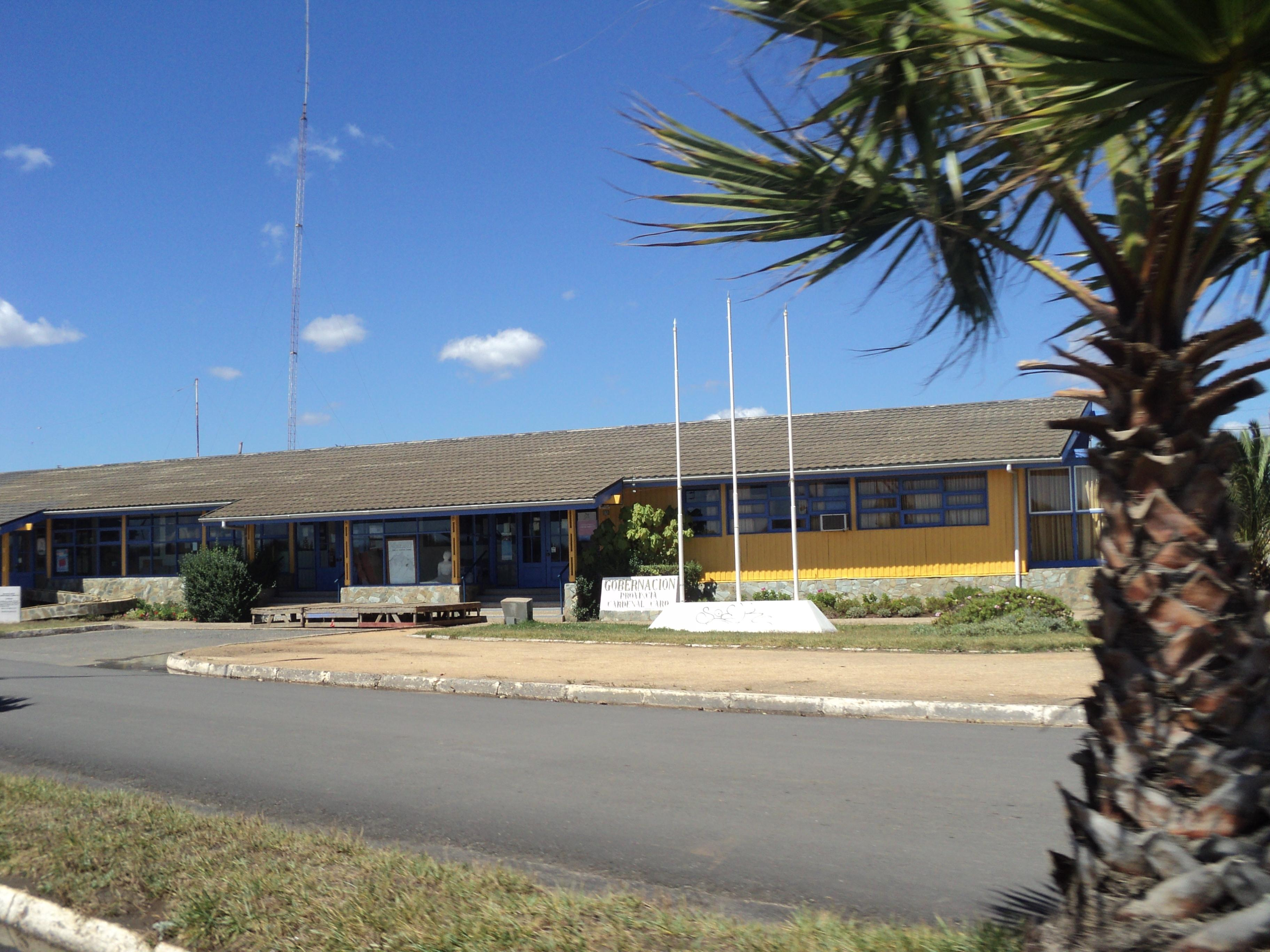
Bâtiment du gouvernement de la province de Cardenal Caro, le 12 mars 2011

## Communes
La province comprend les communes suivantes : 
- La Estrella
- Litueche
- Marchihue
- Navidad
- Paredones
- Pichilemu